# Hyperion Pictures
Hyperion Pictures es una compañía de producción de películas estadounidense fundada en 1984 por Tom Wilhite, quien había sido el jefe de cine y televisión de Walt Disney Productions. Una filial de la empresa, Jambalaya Estudios, ha producido series de animación como La familia Proud.

## Filmografía
- La Tostadora Valiente (1987, por Walt Disney Pictures)
- The Runestone (1990)
- Rover Dangerfield (1991)
- Bébé's Kids (1992)
- La Tostadora Valiente Al Rescate (1997)
- La tostadora valiente va a Marte(1998)
- The Itsy Bitsy Spider (1992)
- Goosebumps (1995)
- Playing by Heart (1998)
- The Proud Family (2001-2005)
- 3-Way (2004)
- Marigold (2006)

- Datos: Q1976172